# Diebach
Diebach település Németországban, azon belül Bajorországban. Lakosainak száma 1189 fő (2023. december 31.).

## Népesség
A település népessége az elmúlt években az alábbi módon változott:
| Lakosok száma | 947  | 411  | 1097 | 1105 | 1107 | 1116 | 1133 | 1134 | 1161 | 1189 |
|               | 1970 | 1975 | 2011 | 2012 | 2014 | 2015 | 2017 | 2019 | 2022 | 2023 |